# Dāsna
Dāsna är en ort i Indien.   Den ligger i distriktet Ghaziabad och delstaten Uttar Pradesh, i den norra delen av landet, 29 km öster om huvudstaden New Delhi. Dāsna ligger 221 meter över havet och antalet invånare är 27 926.
Terrängen runt Dāsna är mycket platt. Runt Dāsna är det mycket tätbefolkat, med 1 956 invånare per kvadratkilometer. Närmaste större samhälle är Ghaziabad, 8,2 km väster om Dāsna. Trakten runt Dāsna består till största delen av jordbruksmark.